# ジョイアート
有限会社ジョイアートとは、主に映画・テレビ番組などの美術に関する業務を行う制作プロダクションである。